# Non più andrai
Non più andrai (italsky Už nebudeš chodit) je basová árie z opery Figarova svatba (1786, K. 492), kterou napsal Wolfgang Amadeus Mozart na italské libreto Lorenza da Ponte. 

## Popis
Zpívá ji na konci prvního dějství sluha Figaro poté, co jeho pán, hrabě Almaviva, poslal jiného sluhu, Cherubina, ke svému vojenskému pluku jako trest za jeho milostné pletky. Figaro se v ní vysmívá záletnickému Cherubinovi a jízlivě mu líčí drsný vojenský život, který ho čeká.
Jedná se o jednu z nejznámějších a nejpopulárnějších Mozartových melodií (a obecně operních árií), popularitu získala velmi rychle. Jak uvádí Mozartův první životopisec František Xaver Němeček, po pražské premiéře „Figarovy zpěvy zněly na ulicích, v zahradách, ba i harfenista ve výčepu musel spustit ‚Non più andrai‘, chtěl-li, aby ho někdo poslouchal.“
Mozart sám tuto árii paroduje ve své pozdější opeře Don Giovanni, kdy si hlavní hrdina nechává při večeři hrát tři melodie známých dobových oper. První dvě melodie od jiných autorů jeho sluha Leporello pochvalně komentuje, když ale zazní melodie Non più andrai, jen znechuceně prohodí: Questa poi la conosco pur troppo („Tuhle znám až moc dobře“). Následně se na melodii Non più andrai odehrává hádka mezi pánem a sluhou, který se omlouvá, že mu krade jídlo. 
Při vídeňské premiéře Dona Giovanniho hrál Leporella Francesco Benucci, který byl také prvním představitelem Figara.

## Text
| Italský originál | Doslovný český překlad | České přebásnění Rudolfa Vonáska |
| --- | --- | --- |
| Non più andrai, farfallone amoroso, notte e giorno d'intorno girando; delle belle turbando il riposo Narcisetto, Adoncino d'amor. Non più avrai questi bei pennacchini, quel cappello leggero e galante, quella chioma, quell'aria brillante, quel vermiglio donnesco color. Tra guerrieri, poffar Bacco! Gran mustacchi, stretto sacco. Schioppo in spalla, sciabla al fianco, collo dritto, muso franco, un gran casco, o un gran turbante, molto onor, poco contante! Ed invece del fandango, una marcia per il fango. Per montagne, per valloni, con le nevi e i sollioni. Al concerto di tromboni, di bombarde, di cannoni, che le palle in tutti i tuoni all'orecchio fan fischiar. Cherubino alla vittoria: alla gloria militar! | Už nebudeš, záletný motýle, ve dne v noci kroužit po okolí a rušit klid krásek, Narcisku, Adonisku lásky. Už nebudeš mít tahle krásná peříčka, tenhle lehký a švihácký klobouk, tuhle hřívu, tenhle radostný vzhled, tu červenou zženštilou barvu. Mezi válečníky, hrome! Velké kníry, prázdný měšec, mušketu na zádech, šavli u boku, přímý, tvrdý výraz, velká přílba nebo velký turban, hodně cti, málo peněz! A místo fandanga pochod bahnem! Horami i údolími, za sněhu i za vedra, za koncertu trubek, děl a kanónů, ze kterých ti budu za hřmotu hvízdat koule kolem uší. Cherubino, za vítězstvím, za vojenskou slávou! | Tak mu dnes přestal čas snů a zdání, ať se náš Narcisek jak chce brání, skončil již krásek svých opěvání Adonis půvabný jako květ. Vzdáš se dnes oněch per, jež tě krášlí, zmizí teď klobouk s hladkého čela, i ta úprava účesu skvělá, ruměný, skoro dívčí ten vzhled. Teď se vzdáš per, jež tě krášlí, zítra zmizí hebkých vlasů ta nádhera skvělá. Podle soldatesky zvyku vousy vyřízeny v šiku, v ruce pušku, šavli k boku, hlavu zpříma, oheň v oku, pohled mužný a chůze rázná, samá čest, leč kapsa prázdná, leč kapsa prázdná. A tak půjdeš místo k tanci v marši s táhnoucími štvanci do údolí, hor i strání ve slunci i větru vání, v kulí svistu, křiku, lání, v dotěravém bubnování, moždířů a mušket řvaní, které do uší ti hrá. Teď se vzdáš per, jež tě krášlí, teď se vzdáš lehkých kroků, teď se vzdáš hebkých vlasů, teď se vzdáš své nádhery skvělé. Tak mu dnes přestal čas přelétání, ať se náš Narcisek jak chce brání, skončil již krásek svých opěvání Adonis půvabný jako květ. Cherubíne, zdar ti kyne. Kéž ti vojna slávu dá! |

(Vonáskův překlad je určen ke zpěvu a zohledňuje proto rozdělení a opakování částí textu ve zhudebněné verzi. Z toho důvodu má jiný počet veršů než italský originál.)
Narcis a Adonis jsou postavy krásných mladíků z antické mytologie.